# Lau Pa Sat

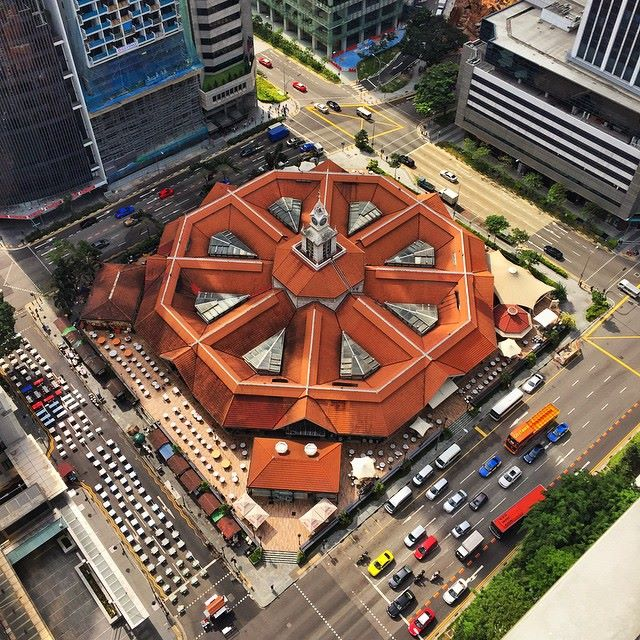
Lau Pa Sat desde arriba

Lau Pa Sat (en chino, 老巴刹; pinyin, Lǎo Bāshā; literalmente, ‘Old Market’), también conocido como Telok Ayer Market (en malayo: Pasar Telok Ayer; , es un edificio histórico situado en el Downtown Core en la zona céntrica de Singapur. Se construyó por primera vez en 1824 como mercado de pescado en el paseo marítimo que servía a la población del primer Singapur colonial y se reconstruyó en 1838. Después se trasladó y reconstruyó en su ubicación actual en 1894. En la actualidad es un patio de comidas con puestos que venden una gran variedad de platos locales.
El mercado sigue siendo una de las más antiguas estructuras victorianas del sudeste asiático y una de las primeras estructuras construidas en hierro fundido prefabricado en Asia. También es el único mercado que queda y que servía a los residentes en el distrito central del primer Singapur.

## Etimología
El mercado de Telok Ayer (en malayo: Pasar Telok Ayer;  recibe su nombre de la bahía Telok Ayer. A principios del siglo XIX, el mercado era un sencillo edificio de madera situado sobre pilotes justo encima de las aguas de la bahía Telok Ayer, antes de que las obras de recuperación de tierras rellenaran la bahía. El nombre malayo Telok Ayer significa "agua de la bahía", y la entonces carretera costera Telok Ayer Street estaba situada junto a la bahía antes de que comenzaran las obras de recuperación de tierras en 1879.
Lau Pa Sat (en chino, 老巴刹; pinyin, Lǎo Bāshā) significa "mercado antiguo" en el chino vernáculo de Singapur. Lau (老) significa viejo; pa sat es la pronunciación Hokkien del préstamo persa "bazar" (mercado) que es pasar en malayo. El mercado original de Telok Ayer era uno de los mercados más antiguos de Singapur; más tarde se construyó un nuevo mercado llamado Ellenborough Market a lo largo de la calle Ellenborough (donde ahora se encuentra el centro comercial The Central, junto a la calle Tew Chew), y ese mercado pasó a ser conocido por los lugareños como el "nuevo mercado" (Pasar Baru o Sin Pa Sat), mientras que el mercado de Telok Ayer, a su vez, pasó a ser conocido coloquialmente como el "viejo mercado" o Lau Pa Sat. Debido a su arquitectura victoriana en hierro, el mercado también se conoce en malayo como pasar besi (mercado de hierro).

## Historia

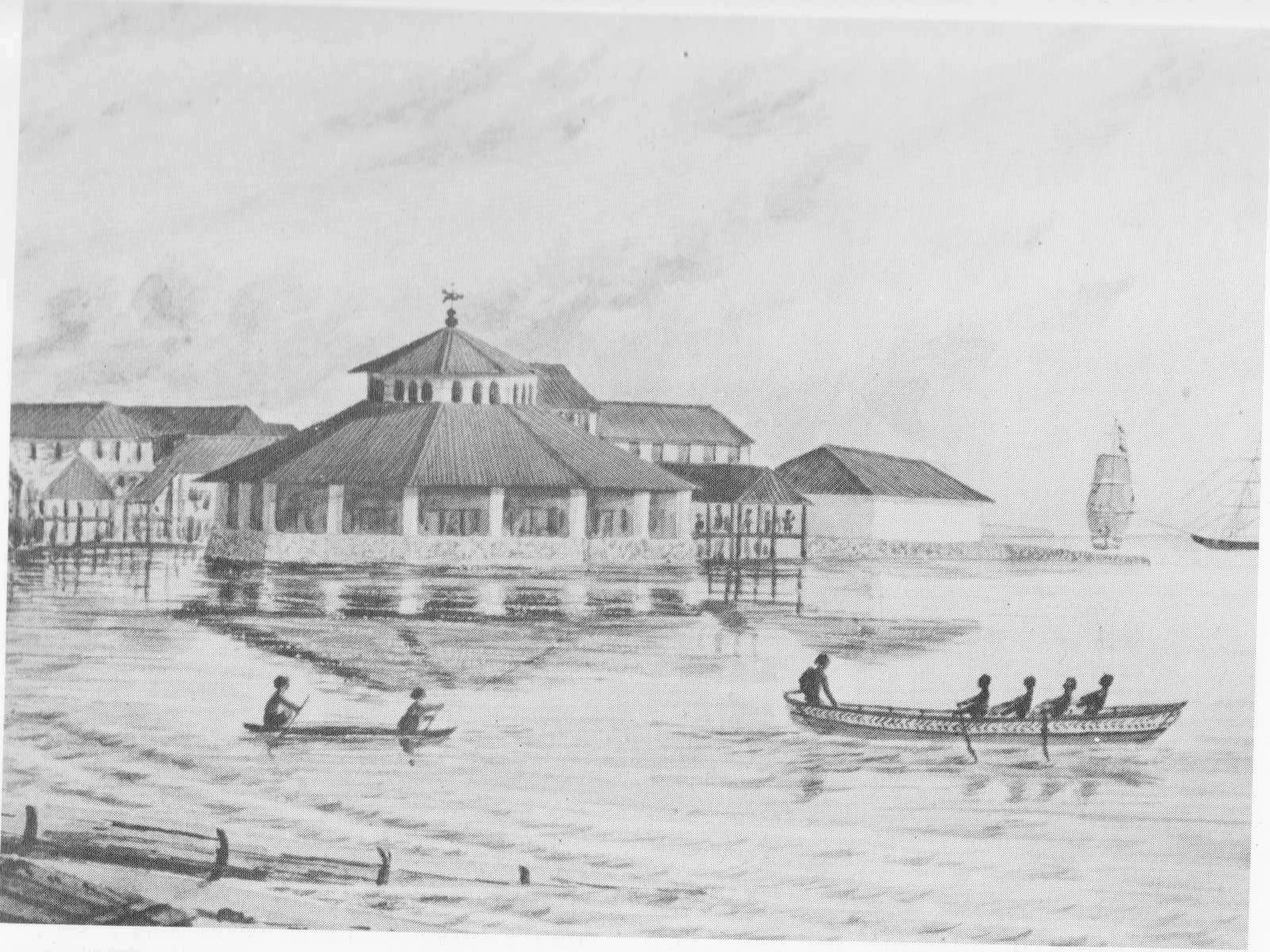
El antiguo mercado de Telok Ayer a la orilla del mar tal y como lo diseñó George Drumgoole Coleman en la bahía de Telok Ayer. Detalles de un cuadro de 1847 de John Turnbull Thomson. La extensión del mercado de pescado es visible detrás del mercado principal.

El primer mercado construido en Singapur, un mercado de pescado, estaba situado en la orilla sur del río Singapur, cerca del extremo norte de la calle del mercado.  El 4 de noviembre de 1822, como parte de su plan general para remodelar la ciudad, Stamford Raffles dio instrucciones para trasladar el mercado de pescado a Telok Ayer.
La construcción del mercado de Telok Ayer comenzó en 1823 bajo la supervisión del oficial de policía Francis James Bernard en un lugar situado en el extremo sur de la calle Market, en la bahía Telok Ayer. El mercado, una estructura de madera yatap, se inauguró en 1824. Se construyó en la orilla con parte de su estructura extendida hacia el mar, para que los residuos del mercado pudieran ser arrastrados por las mareas y los productos pudieran cargarse o descargarse directamente desde los barcos a través de los embarcaderos. Sin embargo, el edificio no estaba bien construido: los pilotes de madera sobre los que se asentó el edificio no eran lo suficientemente resistentes, y tuvieron que ser sustituidos poco después de su finalización. Su tejado de "atap" tampoco cumplía las normas de construcción, por lo que fue sustituido por tejas. Sin embargo, la estructura no era lo suficientemente fuerte como para soportar un tejado de tejas y corría el riesgo de derrumbarse, por lo que tuvo que ser reemplazado con atap de nuevo en 1827 sin tener en cuenta la normativa contra incendios. El edificio fue reparado en varias ocasiones, pero en 1830 se consideró que la estructura se encontraba en un "estado extremadamente inseguro" y debía ser reconstruida. En 1832 se levantó un mercado provisional mientras se construía un edificio más nuevo.
La construcción de un nuevo mercado, diseñado por el arquitecto George Drumgoole Coleman, comenzó en el mismo lugar en 1836 y se completó en 1838. Coleman realizó un edificio octógono con columnas ornamentales en la entrada. El edificio tenía el doble de superficie que el antiguo mercado, y estaba formado por un tambor exterior y otro interior, con la columnata del tambor exterior que dejaba pasar la luz, pero también proporcionaba protección contra el sol y la lluvia. Este edificio se construyó sobre dos anillos octogonales de pilares de ladrillo, que soportaban una estructura de 125 pies de diámetro, y un tambor interior de 40 pies de diámetro. Al igual que la estructura anterior, sufría de su exposición a los monzones y al mar, y poco después de su construcción, se expresaron preocupaciones sobre su seguridad, y el mercado necesitaba ser reparado. En 1841, el mercado fue ampliado en un lado del edificio principal bajo la supervisión del contratista Denis McSwiney con la erección de un nuevo mercado de pescado. Esta nueva estructura era un largo cobertizo abierto, y más tarde se amplió para que fuera aproximadamente paralelo a dos lados del mercado octogonal. La ampliación ayudaría a proteger el mercado principal sirviendo de rompeolas para reducir la fuerza de las marejadas y el oleaje del este. A pesar de la preocupación por su seguridad durante muchos años, se mantuvo en pie durante más de 40 años hasta que fue demolido cuando se recuperaron terrenos en la bahía de Telok Ayer. La prominencia del mercado en el paseo marítimo hizo que el edificio se convirtiera en un punto de referencia de los primeros tiempos de Singapur.

### Reubicación

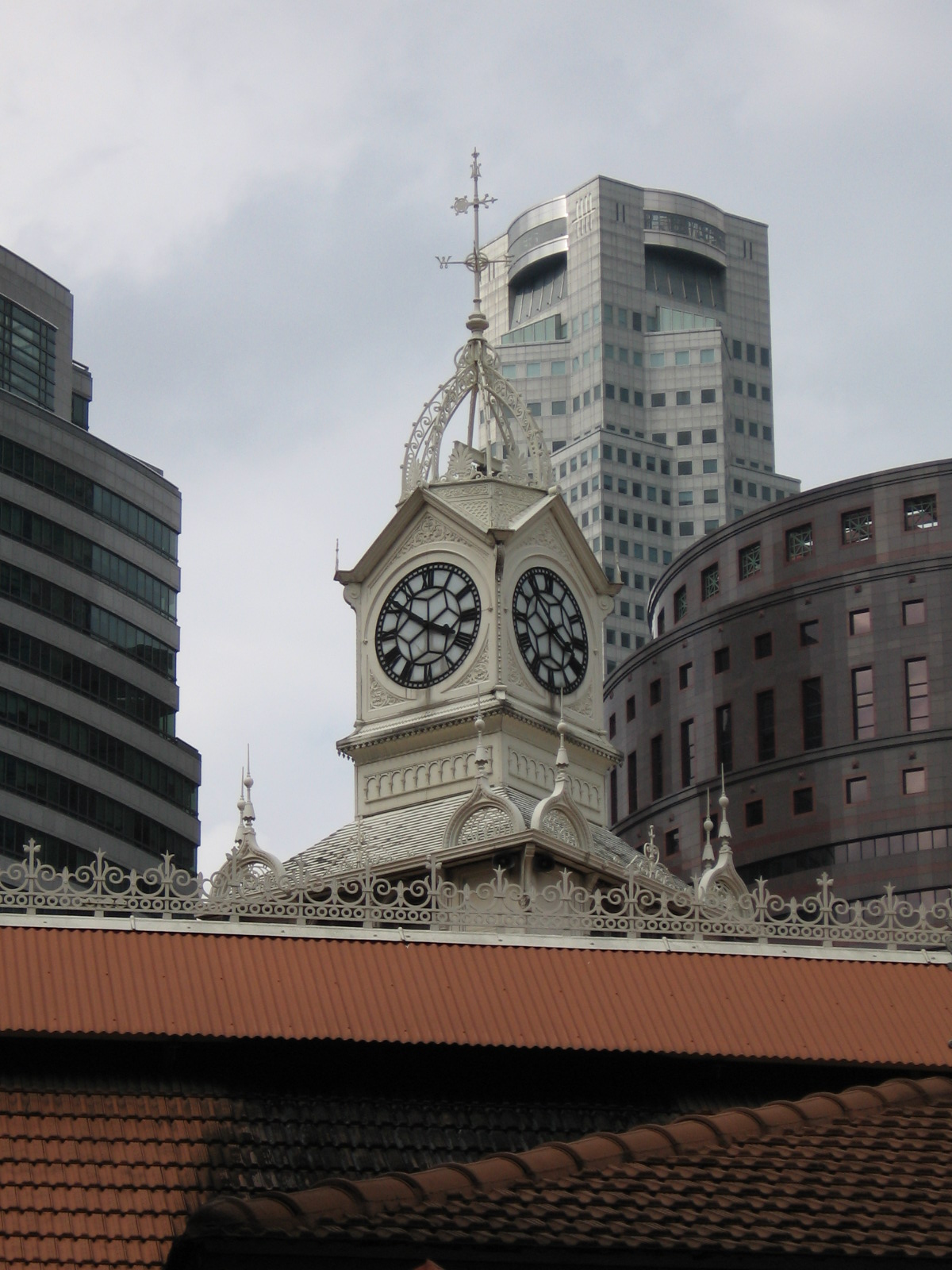
La distintiva torre del reloj del mercado de Telok Ayer, que incorpora el reloj de carrillón instalado en 1991.

En 1879, se iniciaron los trabajos de recuperación de tierras en la bahía de Telok Ayer para crear los terrenos en los que ahora se encuentra Robinson Road. Los terrenos recién ganados, en los que ahora se asienta el mercado actual, se declararon listos para su uso en 1890, y se inició la construcción de un nuevo mercado.  El mercado se certificó como terminado el 1 de marzo de 1894, y la calle Market se extendió hasta la nueva ubicación. El nuevo edificio, que cubre una superficie de 55.000 pies cuadrados, fue diseñado por el ingeniero municipal James MacRitchie (que también diseñó el embalse MacRitchie). MacRitchie adoptó la forma octogonal del diseño original de Coleman y utilizó pilares de hierro fundido para sostener el edificio.  La obra de hierro fundido costó 13.200 libras, y fue enviada desde Glasgow por P&W MacLellan, que también había suministrado el hierro para el puente de Cavenagh en 1868. Las grandes columnas de hierro fundido que sostienen la estructura llevan la marca del fabricante W. MacFarlane and Co, también de Glasgow. La estructura de hierro fue erigida por Riley Hargreaves & Co. (ahora United Engineers) con un coste de 14.900 dólares, mientras que el contratista de obras Chea Keow puso los cimientos por 18.000 dólares. Este edificio, que es el actual que sigue en pie, estaba situado cerca del paseo marítimo y servía como mercado general, pero unido por un puente a un mercado de pescado construido sobre el mar. Sin embargo, otras recuperaciones de terreno en el siglo XX hicieron que el edificio octogonal esté ahora a cierta distancia de la línea de costa. 

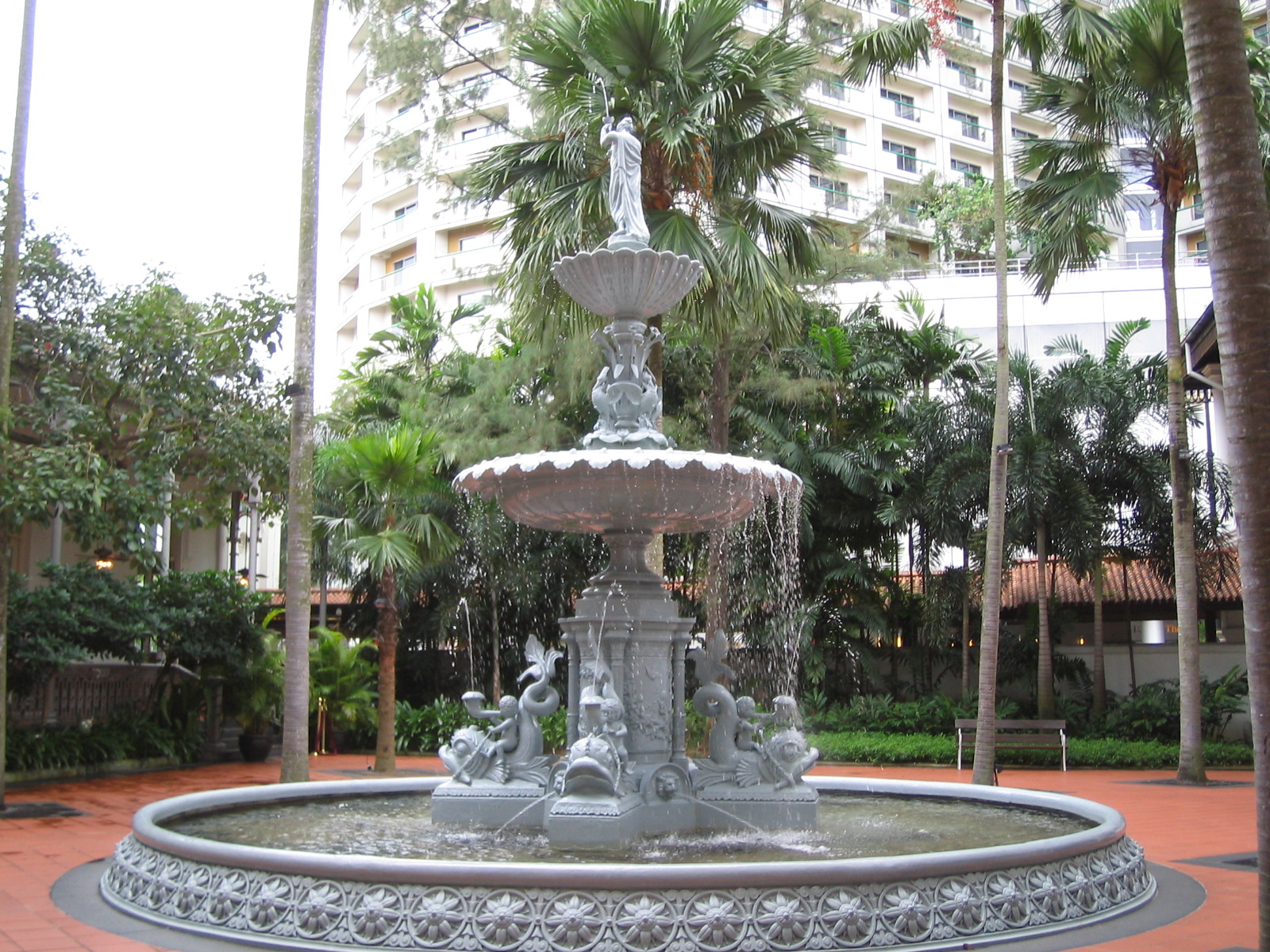
Esta fuente estaba originalmente situada en el centro del mercado de Telok Ayer. Posteriormente se trasladó al mercado de Orchard Road, y ahora se encuentra en el Hotel Raffles.

Originalmente se colocó una fuente de hierro fundido en el centro del mercado, bajo la torre del reloj, pero en 1902 la fuente se trasladó a la parte delantera del ahora demolido Mercado de Orchard Road. La fuente fue trasladada de nuevo en 1930 al Grand Hotel en Katong, y posteriormente fue desmantelada y olvidada. Fue redescubierta en piezas en 1989 por un equipo responsable de las obras de restauración del Hotel Raffles. Desde entonces, la fuente se ha vuelto a montar y restaurar, y ahora constituye la pieza central del Jardín de Palmeras del Hotel Raffles.

### Como patio de comidas
A principios de la década de 1970, la zona que rodea al mercado de Telok Ayer —Shenton Way, Robinson Road, Cecil Street y Raffles Place— se había transformado en un importante distrito comercial y financiero de Singapur, y un mercado húmedo ya no se consideraba adecuado para la zona. En 1972, el mercado se convirtió en un centro de venta ambulante. Sin embargo, se reconoció el valor histórico y arquitectónico del Marcador de Telok Ayer, y fue publicado como monumento nacional el 28 de junio de 1973.
En 1986, el mercado se cerró para permitir la construcción de una nueva línea de Mass Rapid Transit (MRT) que pasa por debajo del edificio. El edificio se desmontó y sus soportes de hierro fundido se almacenaron en Jurong. Una vez finalizado el proyecto de tendido de vías, el mercado de Telok Ayer fue reconstruido a finales de la década de 1980.
En 1989, el mercado pasó a llamarse oficialmente Lau Pa Sat, el nombre vernáculo que la mayoría de los singapurenses utilizaban para referirse al mercado. El antiguo mercado reabrió sus puertas en 1991 como un mercado de festivales, un moderno patio de comidas y un centro de entretenimiento que atendía a oficinistas y turistas. El propietario era Renaissance Property, de la familia Jumabhoy (parte de Scotts Holding Ltd, que fue adquirida por la actual CapitaLand). El grandioso patio de comidas se inauguró a bombo y platillo y con una amplia publicidad en los medios de comunicación, con varias innovaciones, entre ellas un escenario para comer en la calle, que recordaba al antiguo aparcamiento de Orchard Road. Para ello fue necesario rediseñar por completo los antiguos carros de Singapur, incorporando las normas sanitarias modernas. También requirió la cooperación entre el promotor y varias autoridades gubernamentales para cerrar la calle cada noche al tráfico. Renaissance Properties también instaló un reloj de carillón, importado de Suiza, que sigue funcionando hoy en día, como reminiscencia de una época anterior. Desgraciadamente, debido a las condiciones económicas, no fue posible obtener beneficios financieros. Además, la escasa ventilación se convirtió en un problema (no había aire acondicionado) y afectó a los restaurantes de mayor categoría. Más tarde, en 1995, Lau Pa Sat pasó a manos de Kopitiam, otro operador de locales de comida, que cambió el concepto para convertirlo en un gran centro de venta ambulante. Sin embargo, mantuvieron la idea original de Jumabhoy de que los carros de comida ocuparan la calle junto al mercado cada noche.
El 1 de septiembre de 2013 comenzó una importante renovación de Lau Pa Sat, que costó 4 millones de dólares y duró 9 meses. En la renovación se reconfiguró la disposición de los puestos, reduciendo el número de los mismos pero aumentando los asientos. También se instaló una mejor ventilación con ocho ventiladores de techo industriales. Se reabrió el 30 de junio de 2014.
El mercado es el único que queda que servía a los residentes en el distrito central a principios de Singapur.  Los otros cuatro son el Orchard Road Market, el Rochor Market, el Clyde Terrace Market conocido popularmente como Beach Road, demolido en 1983 para dar paso al actual Gateway Building y el Ellenborough Market, apodado Teochew Market ya que los alrededores estaban poblados por Teochews, cerca de la New Bridge Road.
Lau Pa Sat se sometió a una pequeña renovación en 2020. En noviembre de 2020, parte de Lau Pa Sat abrió parcialmente para un nuevo salón de comidas - Food Folks de unos 7.000 pies cuadrados - el primer espacio de F&B y venta al por menor de Singapur centrado en lo local. El resto de Lau Pa Sat reabrió sus puertas en 2021.

## Arquitectura

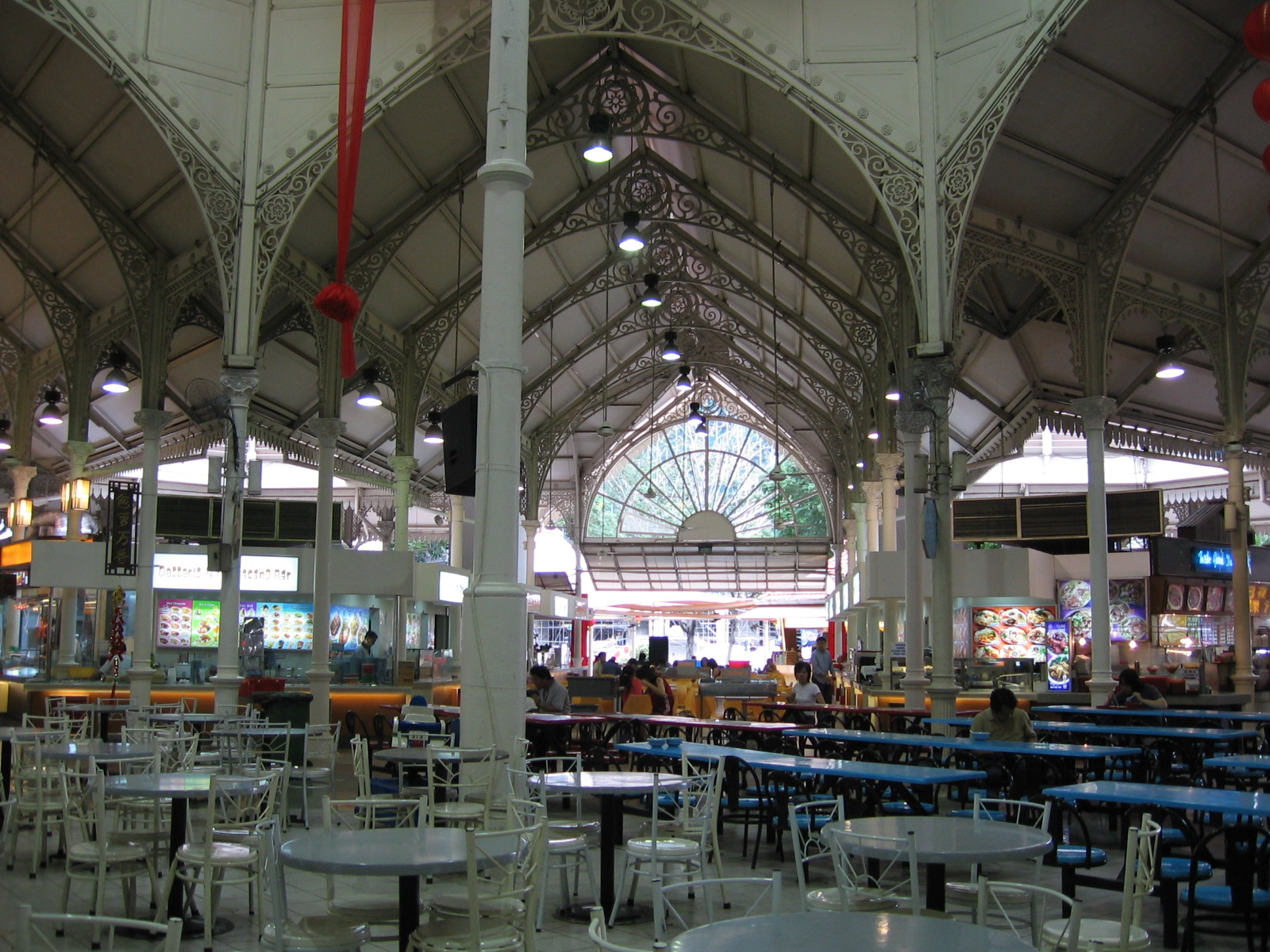
Las intrincadas estructuras de techos y columnas del Lau Pa Sat son típicamente Victoriana.

La estructura de hierro fundido de Lau Pa Sat, única y octogonal, fue diseñada por James MacRitchie, que adoptó la forma octogonal original de George Drumgoole Coleman para el mercado más antiguo. Las estructuras de hierro fundido fueron fabricadas por Walter MacFarlane & Company, una fundición de hierro de Glasgow, Escocia. Luego fueron enviadas a Singapur, y ensambladas en su ubicación actual por Riley Hargreaves & Co. El uso de piezas prefabricadas de hierro fundido para la estructura, así como por razones decorativas, es típicamente Victoriana y popular en Gran Bretaña después de la construcción del Crystal Palace de Joseph Paxton. Las esbeltas columnas están rematadas con capiteles compuestos que soportan cerchas con rellenos de filigrana. Los arcos de hierro fundido y los aleros calados [de hierro fundido y los aleros calados son buenos ejemplos de la artesanía de la época.
En el centro se coloca una linterna que permite que la luz del día ilumine el interior. La linterna está coronada por una torre de reloj instalada en 1991, y hay un conjunto de campanas que producen melodías chinas, malayas e indias. Las 23 campanas de bronce holandesas son tocadas por un jacquemart (figura de un golpeador de campanas) vestido como un coolie.

## Galería
Las fotografías del renovado Lau Pa Sat se encuentran a continuación.

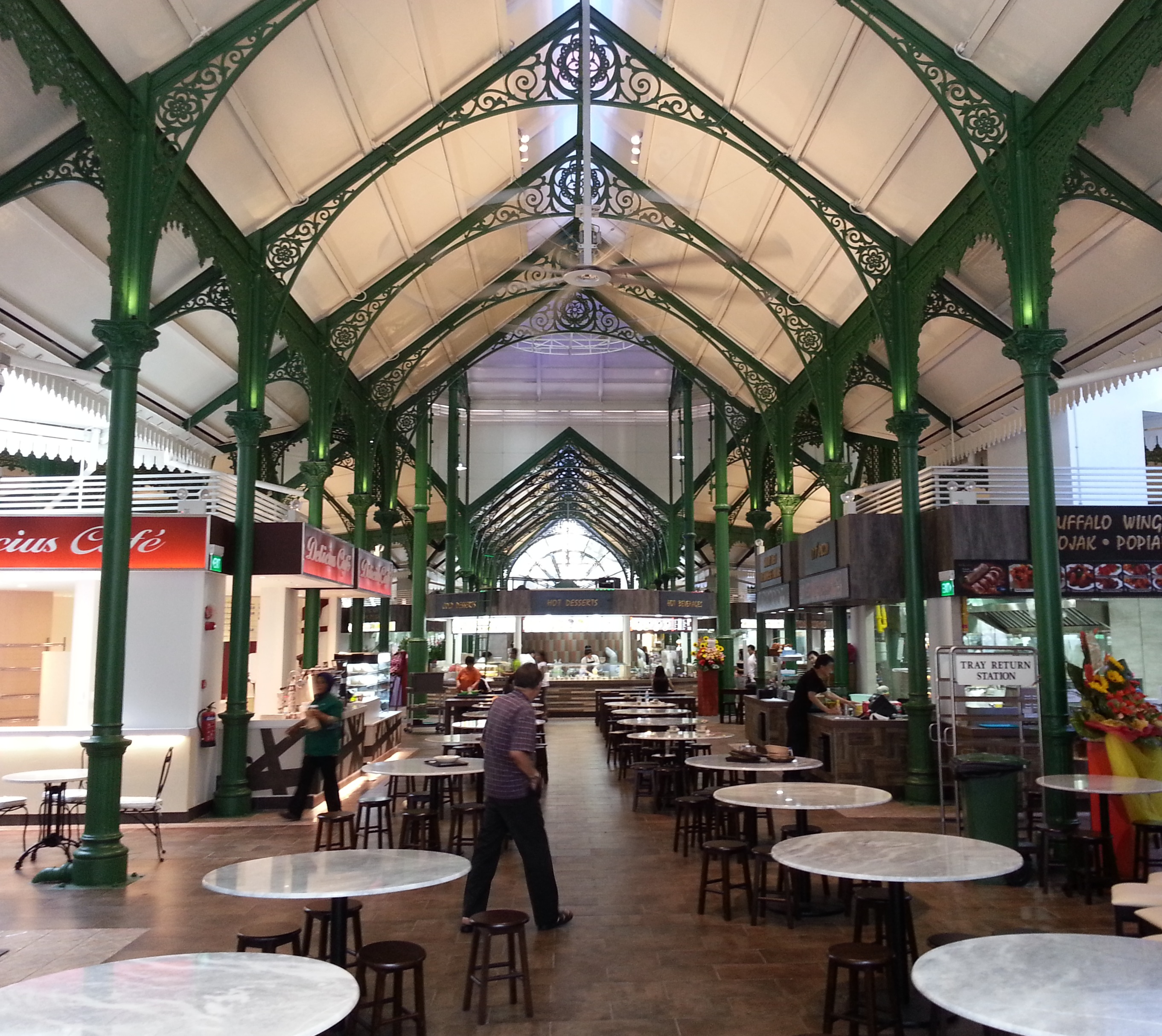
Vista interior
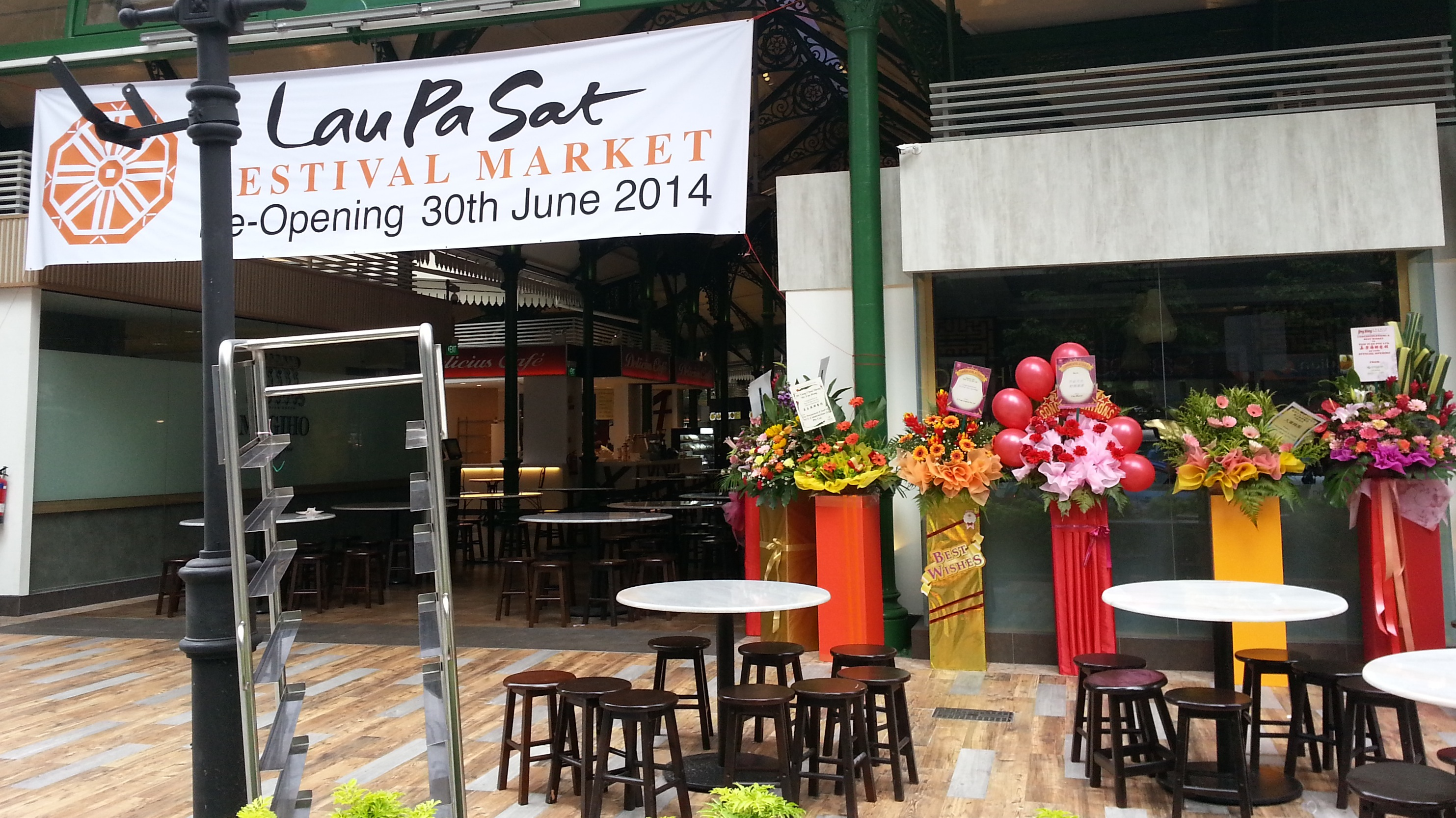
Reinstalación del patio de comidas después de la renovación
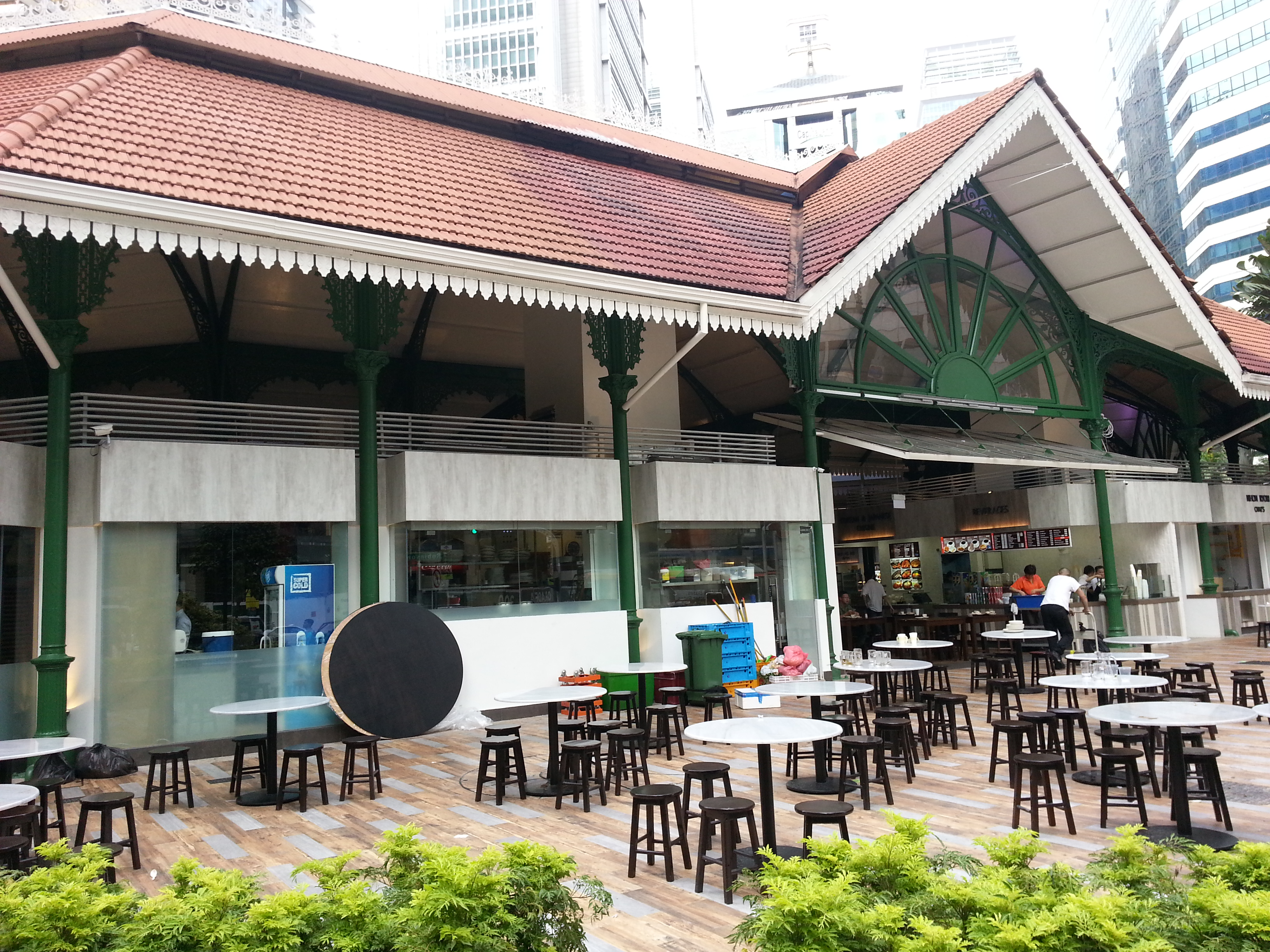
Asientos en el exterior
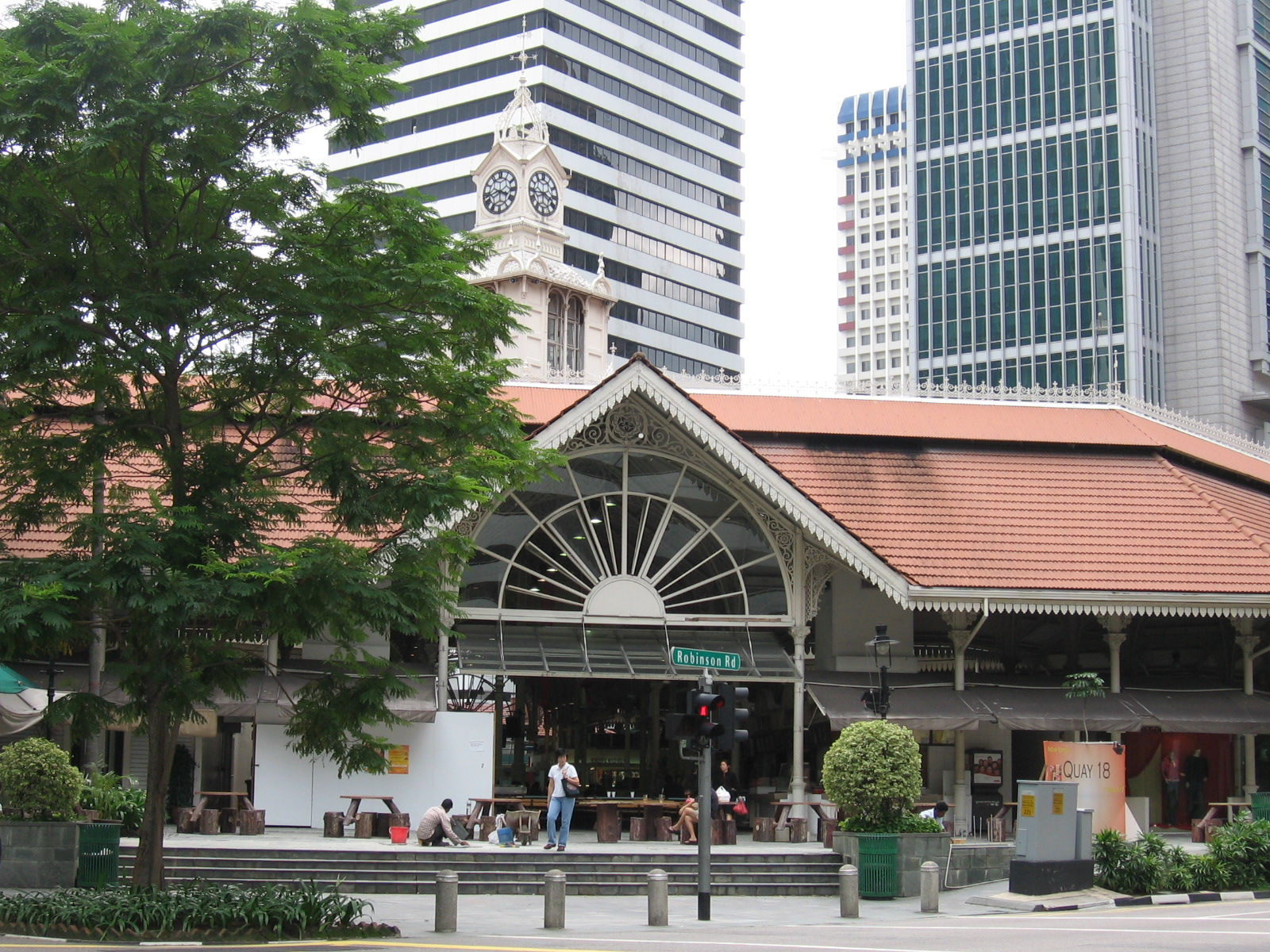
Entrada a Lau Pa Sat